# Света Богородица Митрополитска
„Света Богородица“ (на гръцки: Παναγία Μητροπόλεως, Панагия Митрополеос, Παναγία Τσόντου Βάρδα, Панагия Цонду Варда) е средновековна православна църква в град Костур (Кастория), Егейска Македония, Гърция.

## Местоположение
Разположена е на улица „Цондос Вардас“ и затова често е наричана Панагия Цонду Варда. Традиционно е част от Икономската енория.

## История
Храмът има византийски характеристики. Конхата на апсидата - голяма и полукръгла, следва средновековните модели. Също така се отличава синтронът, който прилича на тези в големите костурски паметници „Свети Стефан“ и „Свети Георги Политийски“.
През следващите векове са направени много промени на сградата и стенописите са унищожени. Забележителен е резбованият иконостас, на който има две ценни икони - Св. св. Константин и Елена и Йоан Кръстител, надживописани в края на XIX век.